# فرانسيسكو رودريغيز جونيور
فرانسيسكو رودريغيز جونيور (بالإسبانية: Francisco Rodriguez, Jr.)‏ مواليد 10 يوليو 1993 في مونتيري، هو ملاكم محترف مكسيكي يصنف ضمن فئة وزن الذبابة.

## إحصائيات
خاض خلال مسيرته 40 نزالا، فاز في 34 وتعادل في 1 وخسر في 5. فاز بالضربة القاضية في 24 نزالا.

## روابط خارجية
- فرانسيسكو رودريغيز جونيور على موقع بوكس ريك (الإنجليزية) (registration required)